# Yo Marco por el Cambio
Yo Marco por el Cambio fue una coalición electoral chilena integrada por los partidos Progresista (PRO), Democracia Regional Patagónica (DRP), Frente Regional y Popular (FREP) y Wallmapuwen.

## Historia
El 10 de abril de 2016 la coalición había sido anunciada formalmente por parte del PRO, la DRP y el FREP. El pacto fue inscrito con su nombre oficial ante el Servicio Electoral de Chile el 22 de julio de 2016 y presentó 60 candidatos a alcalde y 2192 a concejales en las elecciones municipales de 2016.
En el sorteo realizado el 28 de julio para definir la ubicación de las listas en las papeletas de votación obtuvo la letra O.

## Composición
Está conformada por cuatro partidos. Los líderes de los partidos que conforman la coalición son:
| Partido                        | Presidente       |
| ------------------------------ | ---------------- |
| Partido Progresista            | Patricia Morales |
| Democracia Regional Patagónica | Elson Bórquez    |
| Frente Regional y Popular      | Jaime Mulet      |
| Wallmapuwen                    | Eulojio Astete   |

## Resultados electorales

### Elecciones municipales
|  | 1,95 % |

|  | 3,95 % |